# فلورا سيني
فلورا سايني المعروفة أيضًا باسم شاشتها آشا سايني، هي عارضة وممثلة للأفلام الهندية. تعمل في الغالب في توليوود، كما ظهرت في عدد من أفلام الكانادا والتاميلية والهندية أيضًا. منذ ظهورها لأول مرة في بريما كوسام (1999) ، شاركت في أكثر من 50 فيلماً وشاركت في تمثيلها مع ممثلين بارزين من بينهم راجنيكانث و في. رافيشندران و سوديب و برابهو و كارثيك.

## روابط خارجية
- فلورا سيني على موقع IMDb (الإنجليزية)
- فلورا سيني على موقع قاعدة بيانات الفيلم (الإنجليزية)
- فلورا سيني على موقع كينوبويسك (الروسية)